# برجک قدیمی
برجک قدیمی مربوط به دوره قاجار است و در شهرستان خاش، بخش نوک آباد، روستای عیدآباد واقع شده و این اثر در تاریخ ۱۰ مهر ۱۳۸۰ با شمارهٔ ثبت ۴۱۴۹ به‌عنوان یکی از آثار ملی ایران به ثبت رسیده است.